# Mielnik (Czechy)
Mielnik (cz. Mělníkⓘ, niem. Melnik) – miasto w Czechach, w kraju środkowoczeskim, siedziba powiatu Mielnik. Według danych z 2008 powierzchnia miasta wynosiła 2497 ha, a liczba jego mieszkańców 19 100 osób.

## Historia

### Średniowiecze
W IX–X wieku centrum plemienne Pszowian, plemienia zachodniosłowiańskiego, pod nazwą Pšov.

### II wojna światowa
13 maja 1945 roku w wyzwolonym Mielniku odbyła się defilada polskich żołnierzy 2. Armii Wojska Polskiego i 1. Korpusu Pancernego oraz manifestacja czeskiej ludności.

## Gospodarka
W mieście rozwinął się przemysł spożywczy, maszynowy, środków transportu oraz drzewny.

## Zabytki
- zamek Mělník
- kościół Świętych Piotra i Pawła w Mielniku

## Linki zewnętrzne

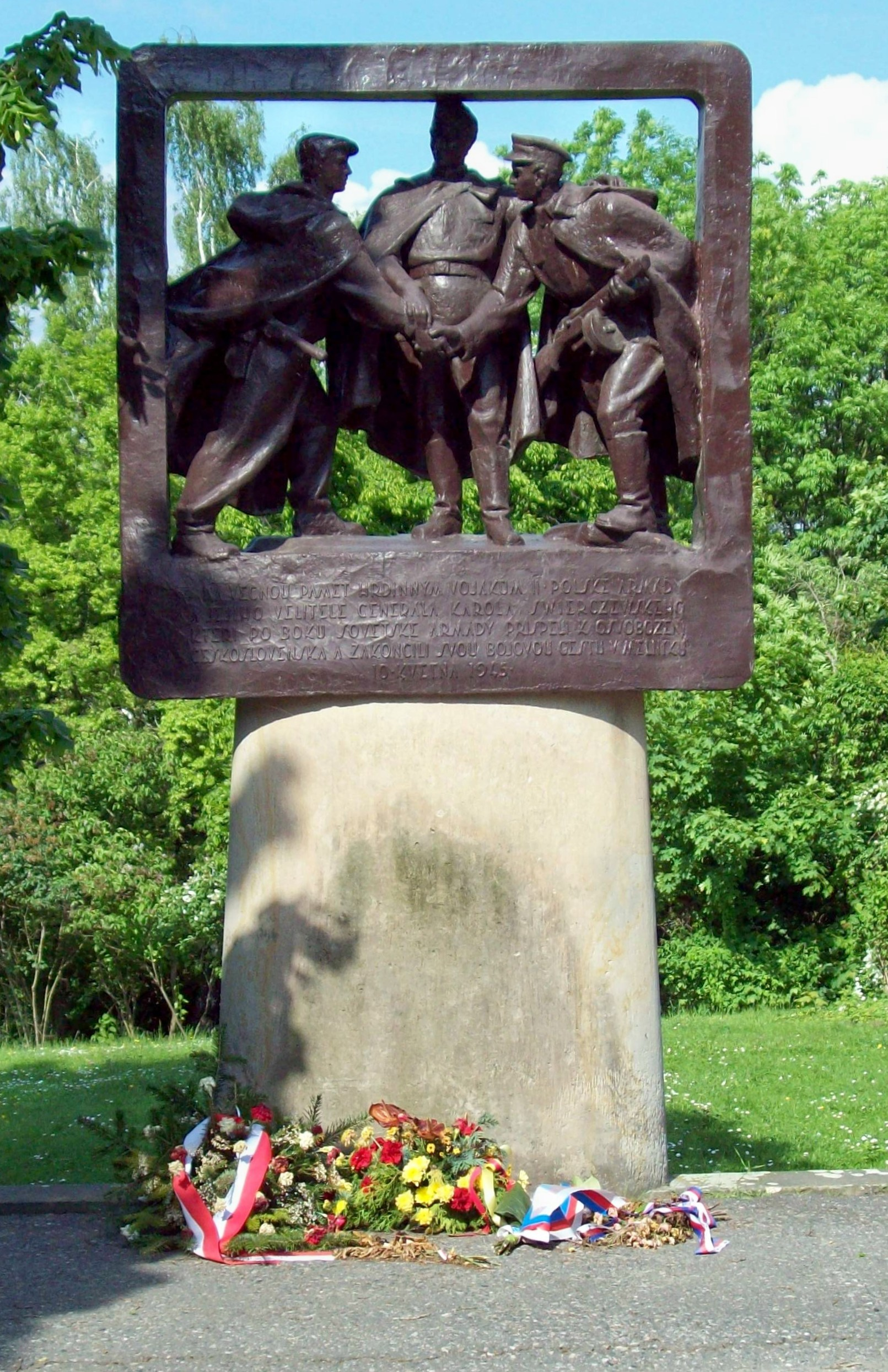
Pomnik polsko-czechosłowackiej przyjaźni odsłonięty w 1960 roku

## Demografia
| Rok             | 1970   | 1980   | 1991   | 2001   | 2003   |
| --------------- | ------ | ------ | ------ | ------ | ------ |
| Liczba ludności | 15 487 | 18 941 | 19 625 | 19 271 | 19 231 |

## Miasta partnerskie
- Melnik, Bułgaria
- Oranienburg, Niemcy
- Przeworsk, Polska
- Wetzikon, Szwajcaria

## Galeria obrazów

Mielnik - Mělník
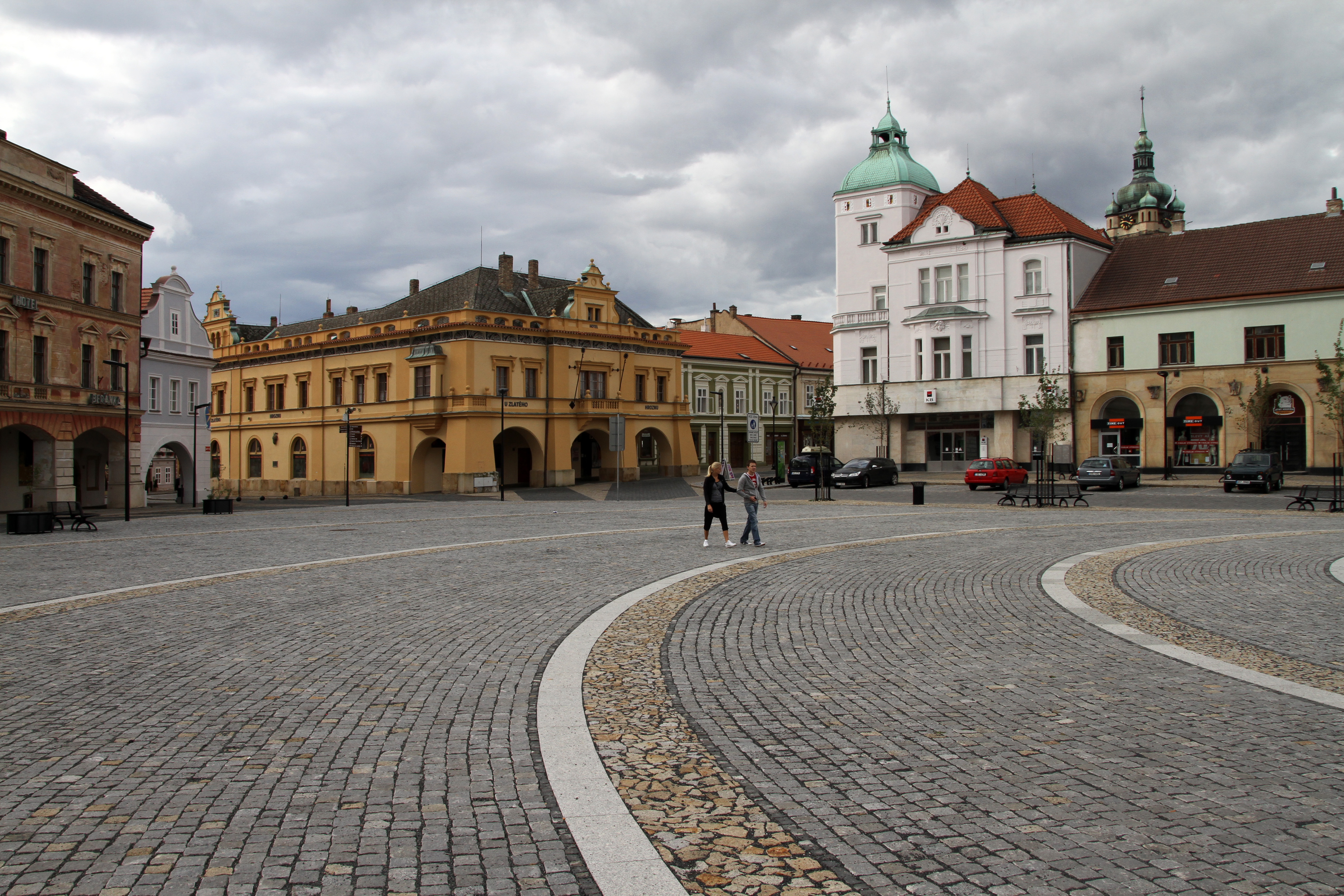
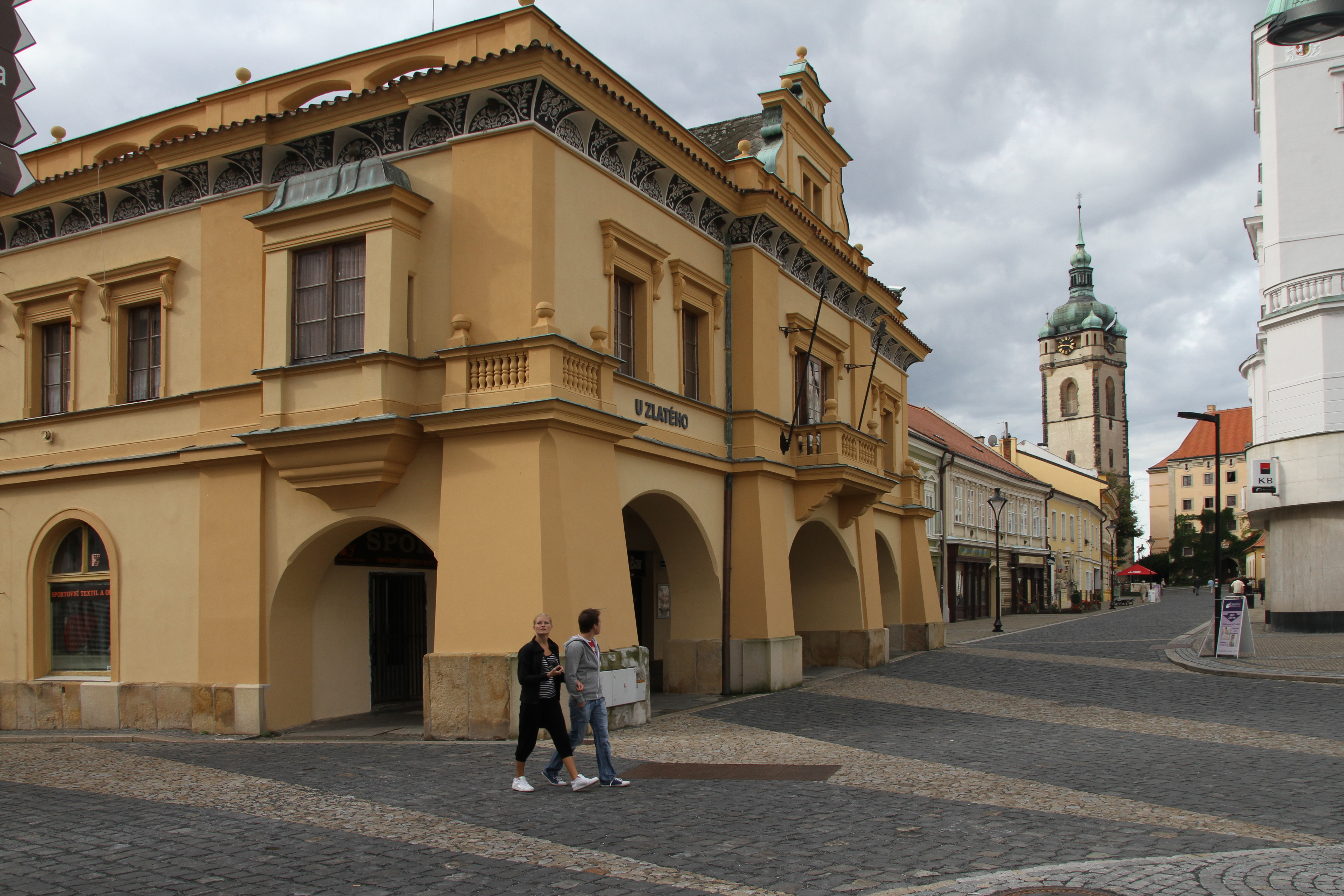
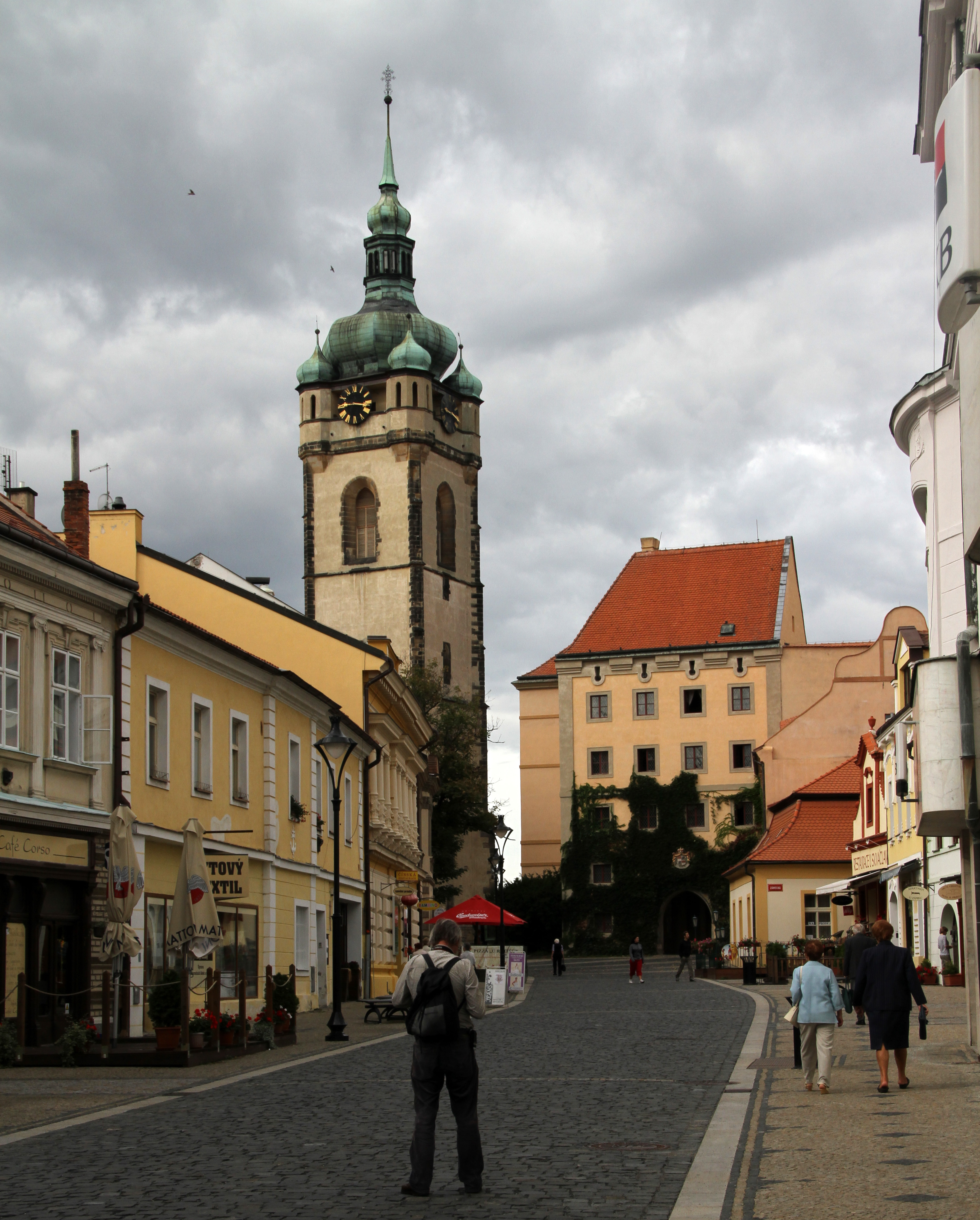
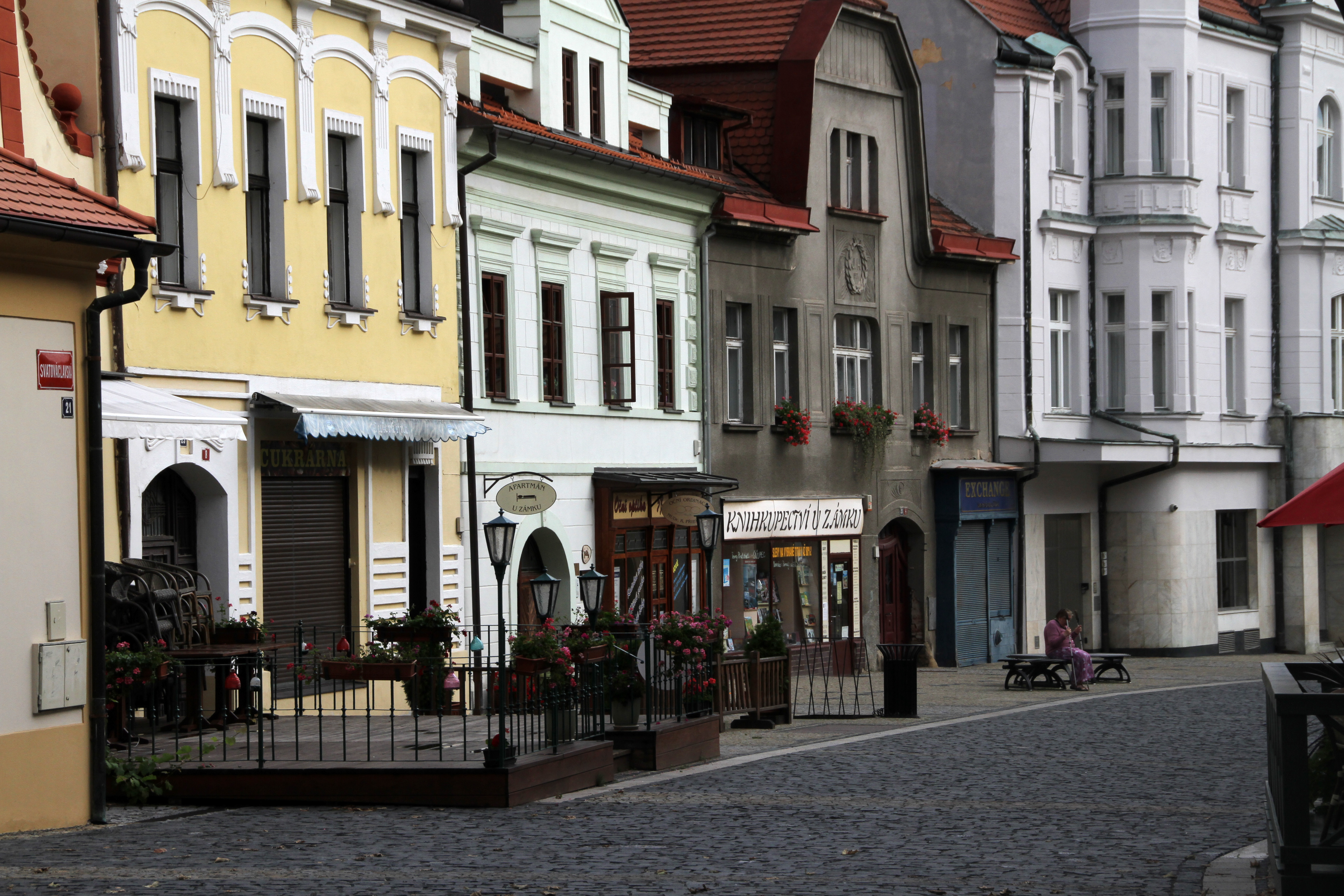
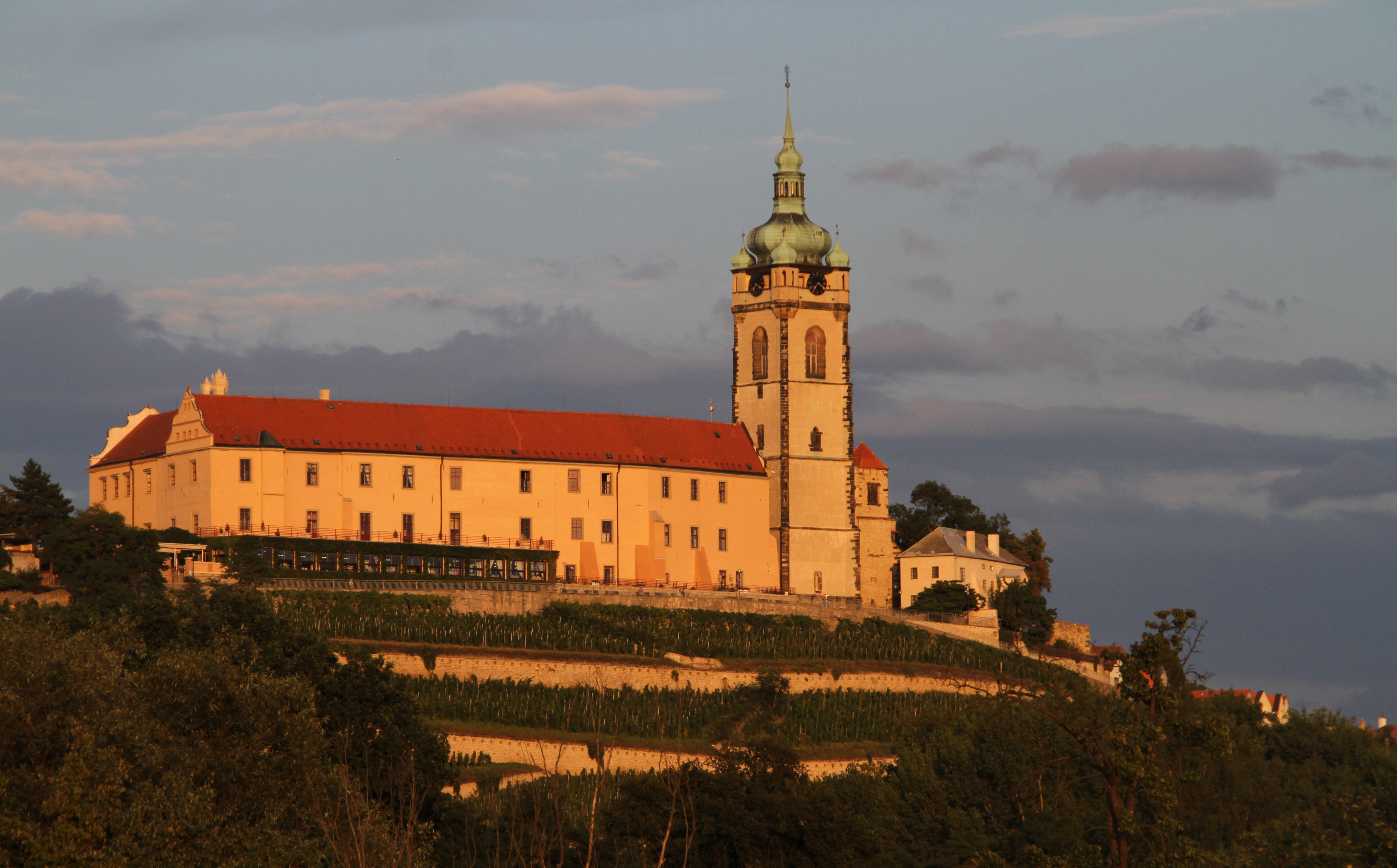
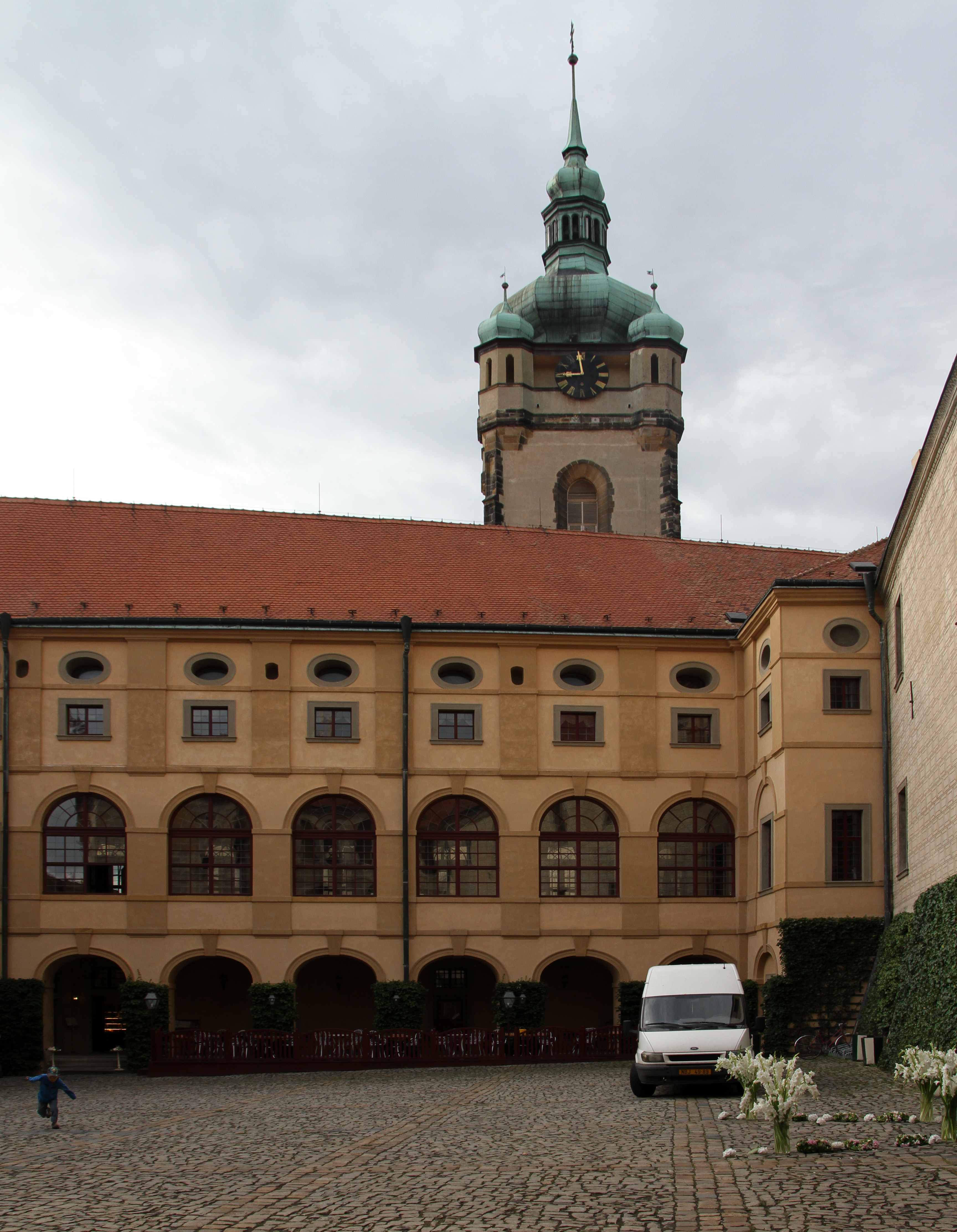
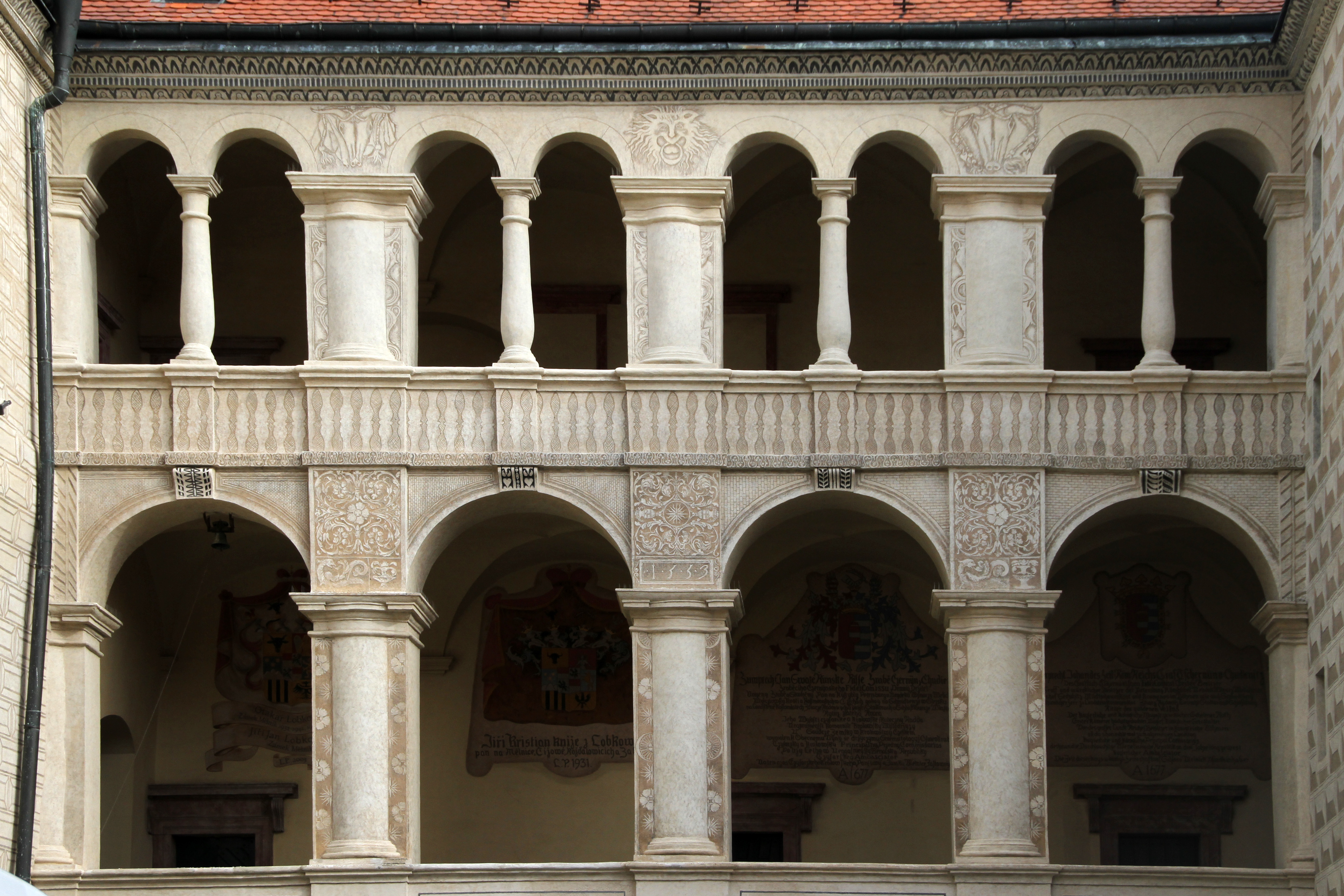
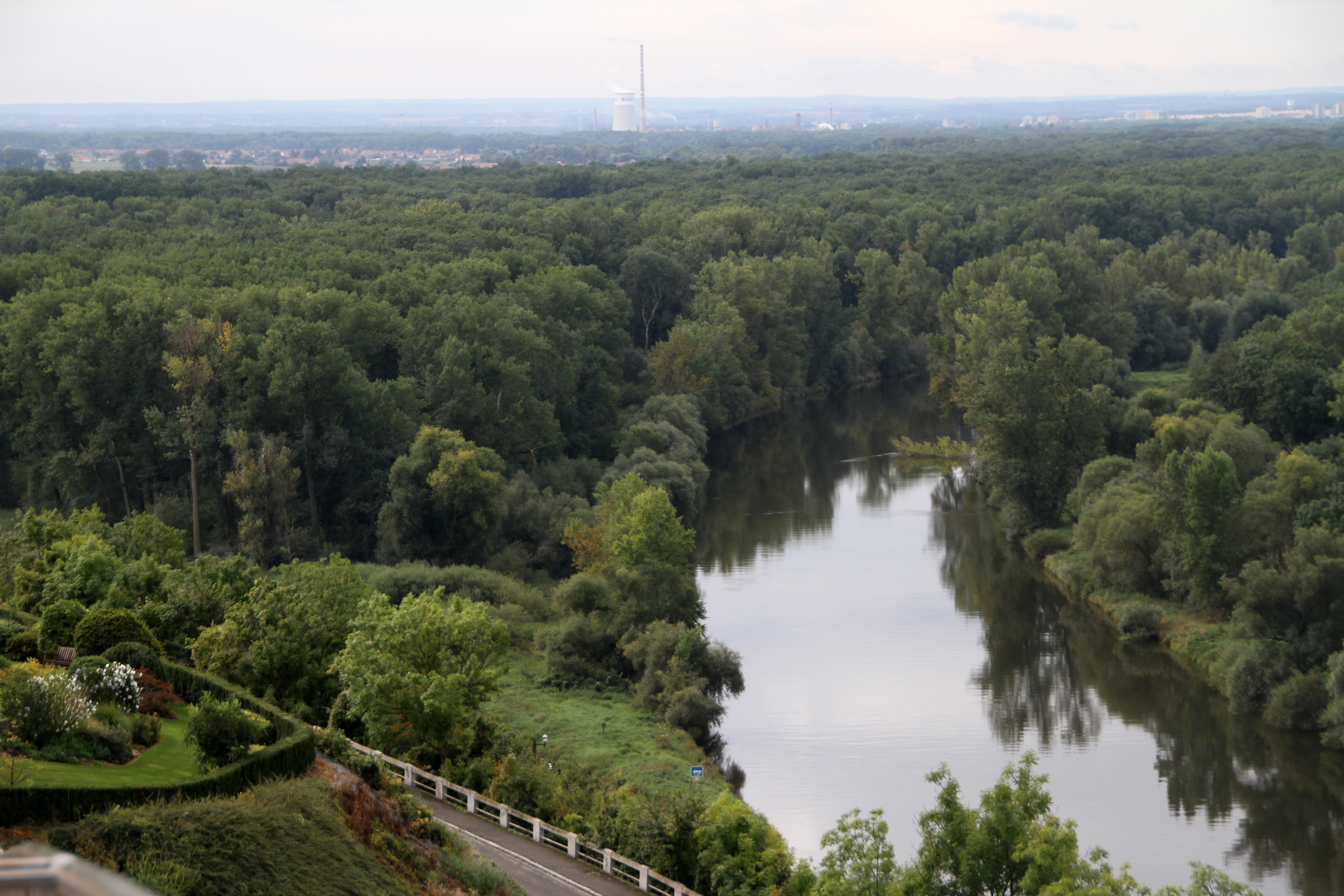